# Облога Смоленська (1502)
Облога Смоленска (1502) — епізод московсько-литовської війни 1500—1503 років

## Передумови
Скориставшись тим, що кримський хан Менґлі I Ґерай здійснив спустошливий набіг на правобережну Україну та Південну Польщу, Іван III вирішив, що настала слушна нагода повернути Смоленськ. З цією метою до Смоленська було відправлене московське військо, на чолі якого стояв третій син Івана III та Софії Палеолог, двадцятирічний Дмитро Жилка. Йому допомагали відомі воєводи, князі Василь Данилович Холмський, Яків Захарович Кошкін та Федір Іванович Більський.

## Хід облоги
В кінці липня 1502 року Смоленськ був атакований, але добре укріплене місто не вдалось взяти через відсутність важкої артилерії. Незважаючи на велику кількість московського війська, що перебувало під Смоленськом (до 30 тисяч чоловік), Смоленськ витримав багатомісячну облогу. На допомогу обложеному місту вирушив з великим військом великий князь литовський Олександр Ягеллончик. Це змусило Дмитра Жилку у вересні зняти облогу міста та повернутись до Москви.

## Наслідки
Облога Смоленська була останньою великою воєнною подією московсько-литовської війни. У квітні 1503 року між Московським князівством та Великим князівством Литовським було укладене Благовіщенське перемир'я, яке закріпило за Москвою великі литовські території, які були захоплені в ході війни.
Смоленськ був взятий московськими військами через 12 років, після облоги 1514 року.